# Zürich Hauptbahnhof
Zürich Hauptbahnhof (vaak afgekort als Zürich HB) is het grootste treinstation in Zürich en vierde drukste station in Europa. Het station is een knooppunt in het Zwitserse spoornetwerk en ontvangt ook treinen uit Frankrijk, Duitsland, Italië en Oostenrijk. Het station is eigendom van de Zwitserse federale spoorwegen en beschikt over 16 bovengronds en 10 ondergrondse perron sporen. Behalve als (inter)nationale trein-hub functioneert het station ook als een van de belangrijkste lokale vervoersknopen met zowel S-Bahn-, tram- als busverbindingen.

## Geschiedenis
Het station werd in 1847 geopend als kopstation. In 1871 werd het station grondig uitgebreid en kreeg het zijn huidige aanblik. In de jaren '80 werd het station nogmaals grondig gerenoveerd en kreeg het een grote ondergrondse uitbreiding met 2 nieuwe ondergrondse terminus sporen (perron 21 en 22 ook bekend als Bahnhof SZU) en de eerste 4 doorgaande sporen (perron 41 - 44, ook bekend als Bahnhof Musemstrasse), respectievelijk in gebruik genomen in 1991 en 1989. In dit nieuwe ondergrondse station werd er ook een shoppingcenter gerealiseerd onder de naam Shopville. In 2014 kwamen er nog 4 doorgaande sporen bij (perron 31 - 34 ook bekend als Bahnhof Löwenstrasse). Dit gebeurde in het kader van het Durchmesserlinie-project dat als doel had het mogelijk te maken voor intercity's om te sporen tussen de luchthaven en Olten via Zürich HB zonder te keren. Zo zijn alle andere bestemmingen ten oosten van Zürich (luchthaven, Winterthur, Sankt Gallen, Romanshorn) sneller verbonden met bestemmingen ten westen van Zürich (zoals Genève, Basel, Bern, Luzern).

## Perronindeling[2]
- Stationshal (spoor 3–18)
- Bahnhof Museumstrasse (spoor 41–44)
- Bahnhof SZU (spoor 21-22)
- Bahnhof Löwenstrasse (spoor 31–34)

## Verbindingen

### Internationaal
- ICE (Chur -) Zürich HB - Basel SBB - Freiburg - Mannheim - Frankfurt - Hannover - Hamburg/Berlijn/Kiel
- TGV Zürich HB - Basel SBB - Mulhouse - Straatsburg - Parijs
- RailJet Zürich HB - Sargans - Buchs SG - Feldkirch - Innsbruck - Salzburg - Wien (- Flughafen/Bratislava/Budapest)
- EC Zürich HB - Sargans - Buchs SG - Feldkirch - Innsbruck - Wörgl - Schwarzach-St. Veit - Bischofshofen - Selzthal - Leoben Hbf - Graz Hbf
- EC Zürich HB - Basel SBB - Freiburg - Mannheim - Mainz - Koblenz - Keulen - Düsseldorf - Münster - Osnabrück - Hamburg
- EC Zürich HB - Winterthur - St. Gallen - Lindau-Reutlin - München Hbf
- EC Zürich HB - Arth-Goldau - Bellinzona - Lugano - Chiasso - Milaan Centrale/Venetië Santa Lucia/Genua
- IC Zürich HB - Schaffhausen - Singen (Hohentwiel) - Stuttgart Hbf

#### Internationaal Nachttrein
- NightJet 402/403 Amsterdam C - Utrecht C - Arnhem C - Düsseldorf Hbf - Koblenz Hbf - Frankfurt am Main Hbf - Karlsruhe Hbf - Freiburg - Basel SBB - Zürich HB, tevens als IC 60402/60403
- NightJet 408/409 [Berlijn Hbf]/[Praag-Dĕčin- Dresden] - Leipzig Hbf - Erfurt - Frankfurt am Main Hbf - Karlsruhe Hbf - Freiburg - Basel SBB - Zürich HB, tevens als IC 60408/60409 en gedeelte Dresden-Dĕčin-Praag als EN40458/40459 en EC 458/459
- NightJet 465/466 Zürich HB - Sargans - Buchs SG - Feldkirch - Innsbruck - Schwarzach-St. Veit - Bischofshofen - Graz Hbf - (Zagreb), voert tevens wagens mee voor EN 40465/40466 naar Zagreb
- NightJet 467/468 Zürich HB - Sargans - Buchs SG - Feldkirch - Innsbruck - Salzburg - [Wien]/[Praag]/[Budapest]/[Bratislava], voert tevens treindelen mee als EN 40467/40468, EN 50467/50468 en vanaf Salzburg ook treindelen vanuit Stuttgart als EN 40437/40438 en EC 437/438.

### Nationaal
| Serie | Treinsoort            | Route | Bijzonderheden |
| ----- | --------------------- | --- | -------------- |
| IC 1  | Intercity (SBB)       | Genève-Aéroport – Genève-Cornavin – Lausanne – Bern – Zürich HB – Winterthur – St. Gallen                                                                  |                |
| IC 2  | Intercity (SBB)       | Zürich HB – Zug – Arth-Goldau – Bellinzona – Lugano |                |
| IC 3  | Intercity (SBB)       | Basel SBB – Zürich HB – Sargans – Landquart – Chur |                |
| IC 4  | Intercity (SBB)       | Zürich HB – Schaffhausen |                |
| IC 5  | Intercity (SBB)       | [ Genève-Aéroport – ] / [ Lausanne – ] Yverdon-les-Bains – Neuchâtel – Biel/Bienne – Solothurn – Olten – Zürich HB – Winterthur – Sankt Gallen – Rorschach |                |
| IC 8  | Intercity (SBB)       | Brig – Thun – Bern – Zürich HB – Winterthur – Romanshorn                                                                                                   |                |
| IR 13 | InterRegio (SBB)      | Zürich HB – Winterthur – Sankt Gallen – Sargans – Landquart – Chur                                                                                         |                |
| IR 16 | InterRegio (SBB)      | Bern – Olten – Aarau – Zürich HB |                |
| IR 35 | InterRegio (SBB, SOB) | Bern – Olten – Zürich HB – Sargans – Chur |                |
| IR 36 | InterRegio (SBB)      | Basel SBB – Zürich HB – Zürich Flughafen |                |
| IR 37 | InterRegio (SBB)      | Basel SBB – Liestal – Aarau – Zürich HB – Winterthur – Sankt Gallen                                                                                        |                |
| IR 46 | InterRegio (SOB)      | Zürich HB – Zug – Arth-Goldau – Airolo – Bellinzona – Locarno                                                                                              |                |
| IR 70 | InterRegio (SBB)      | Luzern – Zug – Thalwil – Zürich HB |                |
| IR 75 | InterRegio (SBB)      | Luzern – Zug – Zürich HB – Winterthur – Konstanz |                |

### Regionaal
| Serie | Treinsoort          | Route                                                                                                   | Bijzonderheden |
| ----- | ------------------- | --- | -------------- |
| S 2   | S-Bahn Zürich (SBB) | Zürich Flughafen – Zürich Oerlikon – Zürich HB – Thalwil – Pfäffikon SZ – Ziegelbrücke (– Unterterzen ) |                |
| S 3   | S-Bahn Zürich (SBB) | Wetzikon – Effretikon – Zürich HB – Zürich Hardbrücke ( – Bülach )                                      |                |
| S 4   | S-Bahn Zürich (SZU) | Zürich HB – Adliswil – Langnau-Gattikon [– Sihlwald ]                                                   |                |
| S 5   | S-Bahn Zürich (SBB) | Zug – Affoltern am Albis – Zürich HB – Uster – Pfäffikon                                                |                |
| S 6   | S-Bahn Zürich (SBB) | Baden – Regensdorf-Watt – Zürich HB – Uetikon am See                                                    |                |
| S 7   | S-Bahn Zürich (SBB) | Winterthur – Kloten – Zürich HB – Zürich Stadelhofen – Meilen – Rapperswil                              |                |
| S 10  | S-Bahn Zürich (SZU) | Zürich HB – Zürich Triemli – Uetliberg                                                                  |                |
| S 11  | S-Bahn Zürich (SBB) | (Aarau – ) Dietikon – Zürich HB – Winterthur [– Seuzach ] / [ Sennhof-Kyburg (– Wila )]                 |                |
| S 12  | S-Bahn Zürich (SBB) | Brugg – Dietikon – Zürich HB – Winterthur [– Schaffhausen] / [– Wil]                                    |                |
| S 21  | S-Bahn Zürich (SBB) | Regensdorf-Watt – Zürich Oerlikon – Zürich HB                                                           |                |
| S 23  | S-Bahn Zürich (SBB) | Zürich HB – Zürich Stadelhofen – Winterthur                                                             |                |
| S 24  | S-Bahn Zürich (SBB) | Thayngen – Schaffhausen – Winterthur – Zürich Flughafen – Zürich HB – Thalwil – Horgen Oberdorf – Zug   |                |
| S 25  | S-Bahn Zürich (SBB) | Zürich HB – Pfäffikon – Ziegelbrücke – Glarus – Linthal                                                 |                |

## Aansluitingen
Vanaf dit station is of was er een aansluiting van de volgende spoorlijnen:
- Sihltalbahn (SZU), spoorlijn tussen Zürich HB en Sihlbrugg
- Uetlibergbahn (SZU), spoorlijn tussen Zürich HB en Uetliberg
- Bazel - Zürich (SBB), spoorlijn tussen Zürich HB en Bazel
- Zürich - Winterthur (SBB), spoorlijn tussen Zürich HB en Winterthur met 4 verschillende tracés.
- Zürich - Zug, spoorlijn tussen Zürich en Zug
- Rechter Zürichseelinie (SBB), spoorlijn tussen Zürich HB en Rapperswil
- Linker Zürichseelinie (SBB), spoorlijn tussen Zürich HB en Ziegelbrücke

- Gemeinsame Normdatei: 4549527-0
- Virtual International Authority File: 247829369